# 小林和男 (ジャーナリスト)
小林 和男（こばやし かずお、1940年5月2日 - ）は、日本のジャーナリスト。NHK記者を務めた。専門はロシア情勢。

## 人物・来歴
長野県茅野市出身。長野県諏訪清陵高等学校を経て、1963年に東京外国語大学ロシア語学科を卒業。
同年にNHK入局後、神戸放送局で新人時代を送る。東京に異動後は外信部（現在の国際部）に配属され、1970年から1972年までモスクワ特派員を務めた後、ウィーンを拠点とする東欧移動特派員として活動した。
東京に戻ってからは、1982年より野中ともよと共に『海外ウィークリー』（現在の『NHK海外ネットワーク』のルーツにあたる）のキャスターとして活動。番組終了後、再び現場に戻り、1984年から1987年まで、1989年から1995年までの2度に渡ってモスクワ支局長を務める。ソビエト連邦の崩壊の報道で第40回菊池寛賞、モスクワジャーナリスト同盟賞を受賞した。
定年が近かったこともあり、帰国後は解説委員室に移り解説主幹に就任。NHKスペシャル『21世紀への奔流』やBS特集『21世紀への証言』でキャスターを務めたほか、『NHKラジオ夕刊』などの番組を担当。1999年、ギャラクシー個人賞を受賞する。
NHKを定年退職後は、作新学院大学で教鞭をとる傍ら、フリーのジャーナリストとして活動。下野新聞客員論説委員、サイトウ・キネン財団評議員、作新学院顧問、日本エッセイスト・クラブ賞審査委員、日本グリーンクロス評議員、日墺協会理事などを歴任する。2008年、ロシア文化への貢献が認められ、ロシア政府よりプーシキン勲章を受章した。

## 著書

### 単著
- 『ウィーンの東』（1977年12月、NHK出版）
- 『ボルガを下る』（1978年3月、NHK出版）
- 『東欧ジョーク集』（1978年4月、実業之日本社）
- 『だれが湾岸戦争を望んだか プリマコフ外交秘録』（1991年6月、NHK出版）
- 『エルミタージュの緞帳 〜モスクワ特派員物語〜』（1997年9月、NHK出版） ※日本エッセイスト・クラブ賞受賞作品[2]
- 『2時間でわかる図解 ロシアのしくみ 激変する政治・経済、文化、暮らし、新しい日ロ関係がよくわかる』（2001年7月、中経出版）
- 『白兎で知るロシア 〜ゴルバチョフからプーチンまで〜』（2004年3月、かまくら春秋社）
- 『1プードの塩 〜ロシアで出会った人々〜』（2007年7月、NHK出版）
- 『狐と狸と大統領 〜ロシアを見る目〜』（2008年2月、NHK出版）
- 『希望を振る指揮者〜ゲルギエフと波乱のロシア〜』（2019年6月 かまくら春秋社）
- 『Валерий Гергиев  Симфония Жизни』希望を振る指揮者のロシア語版（2020年12月 AST　Publishing, Russia
- 『頭じゃロシアはわからない〜諺で知るロシア〜」（２０２３年7月、大修館書店）

### 共編著
- 『プーチンと柔道の心』（2009年5月、朝日新聞出版）